# Правда и Кривда
«Правда и Кривда» — древнеегипетская аллегорическая сказка периода XIX династии (Новое царство), около 1292—1191 годы до н. э..

## Источник
Сохранилось частично в копии из Дейр эль-Медины на папируса Честера Битти II (экспонат EA10682 в Британском музее).
История записана в 11 строках recto и 4 строках verso. Начало отсутствует, в первых четырёх строках много пропусков, но общий сюжет возможен для реконструкции.
Переводами сказки занимались Алан Гардинер (1935), И. Г. Лившиц, А. Теодоридес.

## Сюжет
Правда несправедливо обвинён в краже своим младшим братом Кривдой и потому ослеплён богами в наказание. Кривда приказывает слугам бросить Правду львам на съедение. Но слуги сжалились и отпустили Правду, а Кривде сообщили, что исполнили наказ. Правду обнаруживают у подножья холма слуги знатной дамы, которая назначает его своим привратником. Очарованная красотой Правды, дама предлагает ему стать её мужем, но спустя время охладевает к нему и возвращает на позицию привратника.
Вскоре у жены Правды родился сын, который с возрастом проявил способность к наукам. Одноклассники мальчика дразнили его безотцовщиной, и мальчик спросил у матери про своего отца. Узнав, что им является слепой слуга у дверей, мальчик поинтересовался, кто с ним так поступил, чтобы отомстить обидчику. И рассказал Правда сыну всё, что с ним приключилось. Отправился тогда сын Правды искать Кривду, чтобы отомстить за отца. Мальчик попросил пастуха Кривды постеречь своего быка, пока он какое-то время будет в городе. В его отсутствие Кривда увидел быка и повелел заколоть его для него. Мальчик узнал об этом и вместе с Кривдой пошёл к судьям, которые когда-то судили спор обоих братьев. Он назвал себя сыном Правды, а Кривда ответил:

— Как жив бог Амон и как жив фараон, — да будет он здоров и благополучен, — если кто найдёт Правду живым, пусть ослепят меня на оба глаза и сделают привратником в доме Правды!

Мальчик привёл своего ослеплённого отца, и Кривда был наказан так, как он сам назначил себе в своей клятве. Так отомстил сын за оскорбление своего отца, а справедливость восторжествовала.

## Произведение
Сказка возникла под влиянием мифов об Осирисе, Горе и Сете. Кривда причиняет страдания брату Правде, подобно тому как Сет убивает своего брата Осириса; сын Правды, как и Гор, сын Осириса, мстит за отца. Советский египтолог И. С. Кацнельсон считал, что сказка представлена в сжатой форме (значит, могла существовать развёрнутая версия) и занимает промежуточное положение между мифом и сказкой.
Гиперболические описания сначала Кривды, стремящегося оболгать брата, затем сына Правды определяют судьбоносность и неотвратимость справедливости для героев сказки. Литературный образ страдающего Правды тесно связан с религиозным образом земледельческого бога умирающей и воскресающей природы. Позднее мотив заимствован другими народами. Похожая хурритская сказка рассказывает о бессердечном богаче Аппу, которому бог солнца даёт двух сыновей — Благого и Злого.